# 普氏底鰕鱂
普氏底鰕鱂（學名：Fundulopanchax puerzli），為輻鰭魚綱鯉齒目鰕鱂亞目鰕鱂科的其中一種，為熱帶淡水魚，分布於非洲喀麥隆西部Henda、Nkwoh與Wuri河流域，體長可達8公分，棲息在雨林覆蓋的溪流、沼澤底中層水域，生活習性不明，可作為觀賞魚。

## 擴展閱讀
維基物種上的相關：普氏底鰕鱂